# Ungdomsledare
Ungdomsledare är en ledare som leder arbetet med tonåringar/ungdomar inom till exempel en idrottsförening eller kyrka. En ungdomsledares arbetsplats var historiskt sett vanligen en ungdomsgård (sedermera kallat fritidsgård). Arbetet innebar att ordna med aktiviteter åt ungdomar. Ibland innefattade arbetet ett och annat lyft, reparation av söndriga saker, lokalvård m.m. Obekväm arbetstid, så som på kvällar och helger, var inte ovanligt.
Relaterat
- Fritidsledare